# 质体醌
质体醌（英語：Plastoquinone，简称：PQ）是一种醌分子，与光合作用中光反应的电子传递链有关。质体醌被还原（得到叶绿体基质中的两个质子（H+），并与来自光系统 II的两个电子（e-）相结合），形成质体酚。它承载质子进入类囊体盘腔，电子于此通过电子传递链进入细胞色素b6f蛋白质复合体。
前缀plasto-意为质体或叶绿体，反映了其在细胞中的位置。
它的结构为一个2,3-二甲基-1,4-苯醌分子，侧链有9个异戊二烯基单元。

## 衍生物
一些设计可以穿透细胞膜的衍生物（SkQ1：质体醌基癸基三苯基鏻，SkQR1：含有罗丹明的SkQ1类似物，SkQ3）具有抗氧化性和质子载体活性。
有人认为SkQ1可用于抗衰老治疗。
在俄罗斯，SkQ1用于在治疗青光眼的临床试验中。

### 引用
1. ↑  http://dictionary.reference.com/browse/Plastoquinone （页面存档备份，存于） 质体醌的定义
2. ↑  F.F. Severina; I.I. Severina, Y.N. Antonenkoa, T.I. Rokitskayaa, D.A. Cherepanovb, E.N. Mokhovaa, M.Yu. Vyssokikha, A.V. Pustovidkoa, O.V. Markovaa, L.S. Yaguzhinskya, G.A. Korshunovaa, N.V. Sumbatyana, M.V. Skulacheva, V.P. Skulacheva. . Proc. Natl. Acad. Sci. U.S.A. 2009, 107 (2): 663–8  [2014-06-30]. PMC 2818959 . PMID 20080732. doi:10.1073/pnas.0910216107. （原始内容存档于2013-01-23）.
3. ↑  . 2008  [2014-06-30]. （原始内容存档于2010-09-30）.
4. ↑  http://protein.bio.msu.ru/biokhimiya/contents/v73/pdf/bcm_1329.pdf （页面存档备份，存于） Mitochondria-Targeted Plastoquinone Derivatives as Tools to Interrupt Execution of the Aging Program. 5. SkQ1 Prolongs Lifespan and Prevents Development of Traits of Senescence. Anisimov etal. 2008